# Proroblemma polystriga
Proroblemma polystriga är en fjärilsart som beskrevs av George Francis Hampson 1910. Proroblemma polystriga ingår i släktet Proroblemma och familjen nattflyn. Inga underarter finns listade i Catalogue of Life.